# Metconazool
Metconazool is een fungicide en plantengroeiregulator, behorend tot de groep van triazolen. De stof is in de tweede helft van de jaren 1980 ontwikkeld door het Japanse bedrijf Kureha. In Europa wordt het door BASF op de markt gebracht (merknaam: Caramba). De technische stof is een mengsel van stereoisomeren.

## Werking en toepassing
Metconazool is een systemisch fungicide dat de biosynthese van ergosterol remt. Daardoor wordt het celmembraan van de schimmel aangetast en sterft die af. Metconazool kan worden ingezet voor de bestrijding van een breed gamma schimmels; in de eerste plaats roesten, fusarium, alternaria en septoria.
Als plantengroeiregulator beperkt het de groei in de hoogte van de planten, zodat rijst, graan e.d. minder makkelijk omvalt.
In België is metconazool (in het product Caramba) toegelaten voor gebruik in de teelt van erwten en lupine, en van wintertarwe, wintergerst en koolzaad.
In Nederland is Caramba sedert oktober 2005 toegelaten als fungicide in de teelt van winter- en zomertarwe en koolzaad en als groeiregulator in de teelt van koolzaad.

## Regelgeving
Metconazool werd door de Europese Commissie opgenomen in de lijst van toegelaten gewasbeschermingsmiddelen (de bijlage I bij de Richtlijn 91/414/EEG) op 21 augustus 2006; de toelating gold toen enkel voor het gebruik als fungicide. Op 4 april 2008 werd die toelating uitgebreid tot het gebruik als plantengroeiregulator. De toelating geldt voor de periode van 1 juni 2007 tot 31 mei 2017.

## Toxicologie en veiligheid
Metconazool is beperkt toxisch voor dieren en mensen; bij normaal gebruik zou het een verwaarloosbaar risico inhouden voor het publiek. Het is wel vrij persistent en stabiel in water, en is daarom te beschouwen als een milieugevaarlijke stof.
De aanvaardbare dagelijkse inname (ADI) is 0,01 mg/kg lichaamsgewicht per dag.
Eind 2025 bleek dat in verschillende Vlaamse waterwingebieden (De Blankaart, Dikkebus, Zillebeke en De Gavers) de norm voor metconazool overschreden werd.